# Herman Bing
Herman Bing (Francoforte sul Meno, 30 marzo 1889 – Hollywood, 9 gennaio 1947) è stato un attore tedesco naturalizzato statunitense.

## Biografia
Nato in Germania, studiò musica e debuttò a 16 anni nel vaudeville per poi lavorare come clown in un circo; era il fratello di Rudolf Bing, il famoso direttore del Metropolitan. Herman si avvicinò al cinema con Friedrich Wilhelm Murnau, con il quale partì per Hollywood nel 1927. Diventato suo assistente, lavorò alla sceneggiatura di Aurora, uno dei capolavori di Murnau. Collaborò poi con registi quali Ernst Lubitsch, John Ford e Frank Borzage, finendo per scegliere la carriera di attore.
Con la sua espressione stralunata e l'accento tedesco che non riuscì mai a perdere, diventò uno dei più importanti e ricercati caratteristi della commedia degli anni trenta. Dopo la guerra, però, il genere cambiò totalmente e Bing trovò rare occasioni per mettere a frutto la sua esperienza di attore, tanto che, nel 1947, depresso, si suicidò con un colpo di pistola.

## Filmografia
- Sinfonia d'amore (A Song of Kentucky), regia di Lewis Seiler (1929)
- The Three Sisters, regia di Paul Sloane (1930)
- Show Girl in Hollywood, regia di Mervyn LeRoy (1930)
- The Guardsman, regia di Sidney Franklin (1931)
- Menschen hinter Gittern, regia di Pál Fejös (1931)
- Addio alle armi (A Farewell to Arms), regia di Frank Borzage (1932)
- Three on a Match, regia di Mervyn LeRoy (1932)
- Il dottor Miracolo (Murders in the Rue Morgue), regia di Robert Florey (1932)
- Il lottatore o Carne (Flesh), regia di John Ford (1932)
- Cronaca degli scandali (Blessed Event), regia di Roy Del Ruth (1932)
- Crooner, regia di Lloyd Bacon (1932)
- Pranzo alle otto (Dinner at Eight), regia di George Cukor (1933)
- Viva le donne! (Footlight Parade), regia di Lloyd Bacon (1933)
- Lady Killer, regia di Roy Del Ruth (1933)
- College Coach, regia di William A. Wellman (1933)
- Tanya (Mandalay), regia di Michael Curtiz (1934)
- Il gatto e il violino (The Cat and the Fiddle), regia di William K. Howard e Sam Wood (1934)
- Melody in Spring, regia di Norman Z. McLeod (1934)
- Edizione straordinaria (I'll Tell the World), regia di Edward Sedgwick (1934)
- Manhattan Love Song, regia di Leonard Fields (1934)
- Le due strade (Manhattan Melodrama), regia di W. S. Van Dyke (1934)
- Ventesimo secolo (Twentieth Century), regia di Howard Hawks (1934)
- The Black Cat, regia di Edgar G. Ulmer (1934)
- Zampa di gatto (The Cat's-Paw), regia di Sam Taylor (1934)
- Il rifugio (Hide-Out), regia di W.S. Van Dyke (1934)
- Embarrassing Moments, regia di Edward Laemmle (1934)
- Una notte d'amore (One Night of Love), regia di Victor Schertzinger (1934)
- When Strangers Meet, regia di Christy Cabanne (1934)
- La vedova allegra (The Merry Widow), regia di Ernst Lubitsch (1934)
- Alba di sangue (Crimson Romance), regia di David Howard (1934)
- I Sell Anything, regia di Robert Florey (1934)
- Serenata di Schubert (Love Time), regia di James Tinling (1934)
- L'amante sconosciuta (Evelyn Prentice), regia di William K. Howard (1934)
- Strettamente confidenziale (Broadway Bill), regia di Frank Capra (1934)
- Il grande Barnum (The Mighty Barnum), regia di Walter Lang (1934)
- Abbasso le bionde (Redheads on Parade), regia di Norman Z. McLeod (1935)
- La notte è per amare (The Night Is Young), regia di Dudley Murphy (1935)
- His Family Tree, regia di Charles Vidor (1935)
- Rose Marie, regia di W.S. Van Dyke (1936)
- Desiderio di re (The King Steps Out), regia di Josef von Sternberg (1936)
- La costa dei barbari (The Barbart Coast), regia di Howard Hawks (1936)
- La reginetta dei monelli (Dimples), regia di William A. Seiter (1936)
- Every Day's a Holiday, regia di A. Edward Sutherland (1937)
- Primavera (Maytime), regia di Robert Z. Leonard (1937)
- La via del possesso (Beg, Borrow or Steal), regia di Wilhelm Thiele (1937)
- Il paradiso delle fanciulle (The Great Ziegfeld), regia di Robert Z. Leonard (1937)
- Oh, What a Knight!, regia di Charley Chase (1937)
- L'ottava moglie di Barbablù (Bluebeard's Eighth Wife), regia di Ernst Lubitsch (1938)
- Paradiso per tre (Paradise for Three), regia di Edward Buzzell (1938)
- Il grande valzer (The Great Waltz), regia di Julien Duvivier e Josef von Sternberg (1938)
- Bisticci d'amore (The Sweethearts), regia di W.S. Van Dyke (1938)
- Balla con me (Broadway Melody of 1940), regia di Norman Taurog (1940)
- Tzigana (Bitter Sweet), regia di W. S. Van Dyke (1940)
- Dumbo - L'elefante volante (Dumbo), regia di Ben Sharpsteen (1941)
- Rendezvous 24, regia di James Tinling (1946)
- Notte e dì (Night and Day), regia di Michael Curtiz (1946)